# Neurale plooi

Neurulatie van gewervelden met gedurende de sluiting van de neurale buis de vorming van neurale lijstcellen

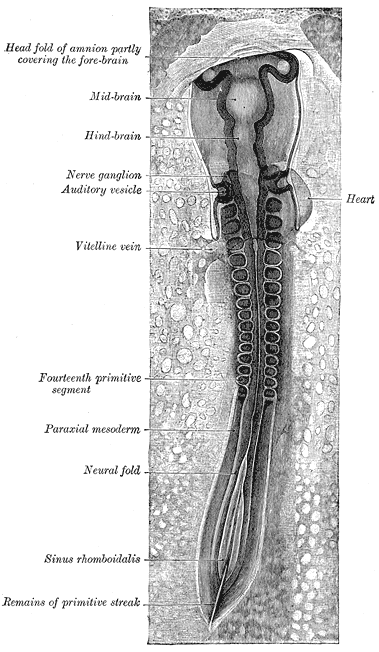
33 uur oud vogelembryo. Neurale plooien (neural fold)

De neurale plooien of plicae neurales zijn een structuur die ontstaat tijdens de neurulatie in de embryonale ontwikkeling van zowel vogels als zoogdieren en andere organismen. Deze structuur wordt gevormd bij de primaire neurulatie, wat betekent dat deze wordt gevormd door het samenkomen van weefsellagen, in plaats van door het samenklonteren en vervolgens uithollen van de celklomp (bekend als secundaire neurulatie). Bij mensen vormen de neurale plooien het voorste uiteinde van de neurale buis. De neurale plooien zijn afgeleid van de neurale plaat, een voorlopige structuur bestaande uit langwerpige ectodermcellen. De plooien geven aanleiding tot neuralelijstcellen en zorgen ook voor de vorming van de neurale buis.

## Ontwikkeling
In het embryo vindt de vorming van de neurale plooien plaats in het gebied waar de neurale plaat en het omliggende ectoderm samenkomen. Dit gebied van het embryo wordt gevormd na gastrulatie en bestaat uit epitheelweefsel. Hier verlengen de epitheelcellen door middel van microtubuli-polymerisatie, waardoor hun hoogte toeneemt. De bovenste afbeelding hieronder toont dit proces, evenals de daaropvolgende vorming van de neurale lijstcellen en de neurale buis, die ontstaan door het samenvloeien van de neurale plooien.[4]

## Vouwing
De vouwing begint wanneer de cellen in het centrale gebied van de neurale plaat, de mediale scharnierpuntcellen, zich binden aan de eronder liggende chorda dorsalis. Hierdoor ontstaat een centraal ankerpunt waar het plooiproces kan plaatsvinden en ontstaat vervolgens de neurale groeve. Terwijl de neurale plooien zich blijven verlengen, vormen zich dorsolaterale scharnierpunten, waardoor de plooien kunnen buigen tot een buisachtige structuur. Wanneer de toppen van de plooien (bekend als de neurale topgebieden) elkaar raken, versmelten ze en rollen ze naar binnen, waardoor onder de nieuw gevormde epidermale laag de neurale buis ontstaat.
De vorming van de neurale plooien wordt geïnitieerd door de afgifte van calcium vanuit de cellen. Het vrijgekomen calcium heeft een wisselwerking met eiwitten die de actinefilamenten in het buitenste epitheelweefsel, of ectoderm, kunnen modificeren om de dynamische celbewegingen te induceren die nodig zijn voor het vormen van de plooien. Deze cellen worden bij elkaar gehouden door cadherinen (met name E- en N-cadherine), typen celadhesiemoleculen. Wanneer de cellen op de toppen van de neurale plooien in de buurt van elkaar komen, is het de affiniteit voor vergelijkbare cadherinemoleculen (N-cadherines) die ervoor zorgt dat deze cellen aan elkaar kunnen binden. Dus wanneer de voorlopercellen van de neurale buis door genexpressie N-cadherine in de plaats van E-cadherine beginnen te vormen, zorgt dit ervoor dat de neurale buis zich vormt en zich losmaakt van het ectoderm. Wanneer de cellen er niet in slagen samen te gaan op een manier die geen deel uitmaakt van het normale verloop van de ontwikkeling, kunnen ernstige neuralebuisdefecten optreden.
Het samensmelten van de neurale plooien geeft aanleiding tot vele structuren, waaronder de neurale buis (de voorloper van het centrale zenuwstelsel), neurale lijstcellen (die aanleiding geven tot een verscheidenheid aan diverse mesenchymcellen) en de echte epidermale laag. De neurale plooien zijn een uiterst belangrijke structuur omdat dit mechanisme nodig is voor het vormen van diverse soorten cellen op de juiste plaatsen.

## Moleculair mechanisme

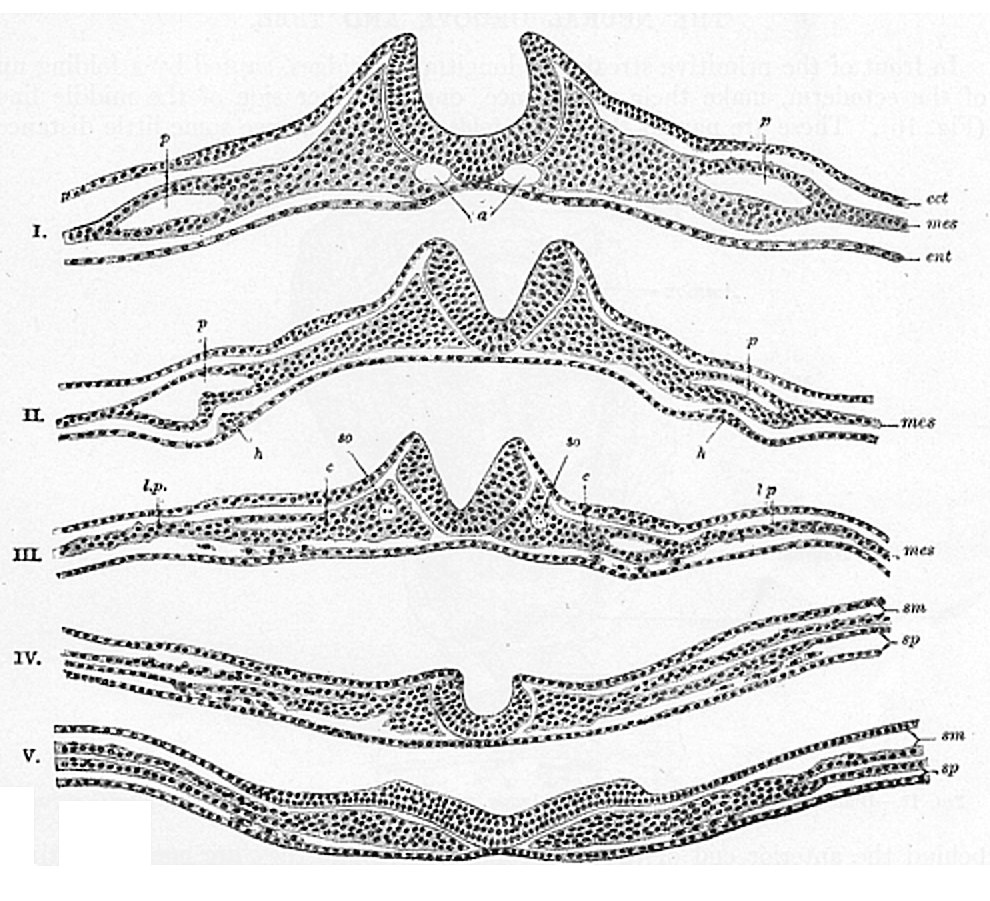
Dwarsdoorsnede door de kiemschijf van een hond met de plooivorming

Het moleculaire mechanisme achter dit proces ligt in de expressie en onderdrukking van botmorfogenetisch proteïnen (BMP's). BMP's zijn een brede familie van eiwitten die vele functies vervullen tijdens het groeiende embryo, waaronder het stimuleren van de groei van kraakbeen en bot. Om de groei van precursor-neurale weefsels mogelijk te maken, in tegenstelling tot precursor-bot- of kraakbeenweefsels, wordt de BMP-expressie verlaagd in de neurale plaat, met name langs de mediale lijn, waar zich spoedig de neurale groeve zal vormen. De eiwitten geproduceerd door de genen noggin en Chordin remmen deze BMP's en zorgen er vervolgens voor dat de betrokken neurale genen, zoals SOX, tot expressie kunnen worden gebracht. Deze genen coderen voor transcriptiefactoren, die de genexpressie in deze cellen veranderen, waardoor de  neurale celbinding wordt bevorderd. Dit proces van BMP-remming maakt de verankering van de mediale scharnierpuntcellen mogelijk, waardoor de neurale plooien de basis krijgen die nodig is om het vouwen en sluiten te bewerkstelligen. Noggin en Chordin spelen andere rollen in het neurulatieproces, waaronder het stimuleren van de cellen van de neurale lijst om te emigreren uit de nieuw gevormde neurale buis. Het Sonic hedgehog-gen speelt ook een rol bij het verzwakken van de BMP-expressie, het vormen van het mediale scharnierpunt terwijl het de vorming van de dorsolaterale scharnierpunten remt, en bij het verzekeren van de juiste sluiting van de neurale plooien. Aangenomen wordt dat de lamina praechordalis, de chorda dorsalis en het niet-neurale ectoderm belangrijke inducerende weefsels zijn die deze chemische signalen vrijgeven voor het vouwen van de neurale plaat.
De uiteindelijke celadhesie van de naar elkaar buigen van de neurale plooien is te wijten aan verschillende soorten intercellulaire bindende eiwitten. Cadherinen en hun celadhesiereceptormoleculen (CAM) zijn bijvoorbeeld in twee typen aanwezig in het neurale voorloperweefsel: E-cadherine zorgt ervoor dat de cellen van de neurale plaat en het omliggende ectoderm aan elkaar blijven kleven, terwijl N-cadherine hetzelfde doet voor de cellen van de neurale plaat.
Alleen cellen die hetzelfde soort cadherine tot expressie brengen, kunnen aan elkaar binden. Omdat de pieken van de neurale plooien beide N-cadherine tot expressie brengen, kunnen ze samensmelten tot een aaneengesloten laag cellen. Op dezelfde manier is het deze verminderde affiniteit tussen cellen die verschillende soorten cadherine tot expressie brengen, waardoor de voorlopercellen van de neurale buis zich kunnen scheiden van het ectoderm, waardoor de neurale buis in het embryo wordt gevormd en de echte epidermis aan de buitenkant. Een andere reeks moleculen die betrokken zijn bij het samensmelten van de neurale plooien zijn de ephrin-moleculen en hun ephrin-receptoren, die zich op een vergelijkbare manier hechten als de cadherine-moleculen.[8]

## Klinische betekenis
Er zijn veel potentiële defecten die kunnen voortvloeien uit de onjuiste adhesie of samenvoeging van de neurale plooien. Tijdens het vouwen worden de openingen die worden gevormd in de craniale en caudale gebieden de neuroporus anterior en neuroporus posterior genoemd. Als de neuroporus posterior niet sluit, kan er een aandoening optreden die open rug wordt genoemd, waarbij de ruggenwervels niet goed rondom het ruggenmerg sluiten. Vaak kan deze aandoening worden ontdekt tijdens prenatale onderzoeken en vóór de geboorte worden behandeld, hoewel het individu in ernstigere gevallen de rest van zijn of haar leven met de aandoening moet leven.[13] Afhankelijk van de ernst en het getroffen gebied kunnen individuen een verscheidenheid aan symptomen ervaren, waaronder een variërende motorische functie en mobiliteit, controle over de blaas en/of seksuele functie.
Als het niet sluiten zich in plaats daarvan in de neuroporus anterior bevindt, treedt anencefalie op, waarbij de bovenkant van de neurale buis niet goed sluit. In deze toestand wordt het hersenweefsel direct blootgesteld aan het vruchtwater en vervolgens afgebroken. Als de gehele neurale buis niet sluit, wordt de aandoening rachischisis genoemd.